# Pavel Štefka

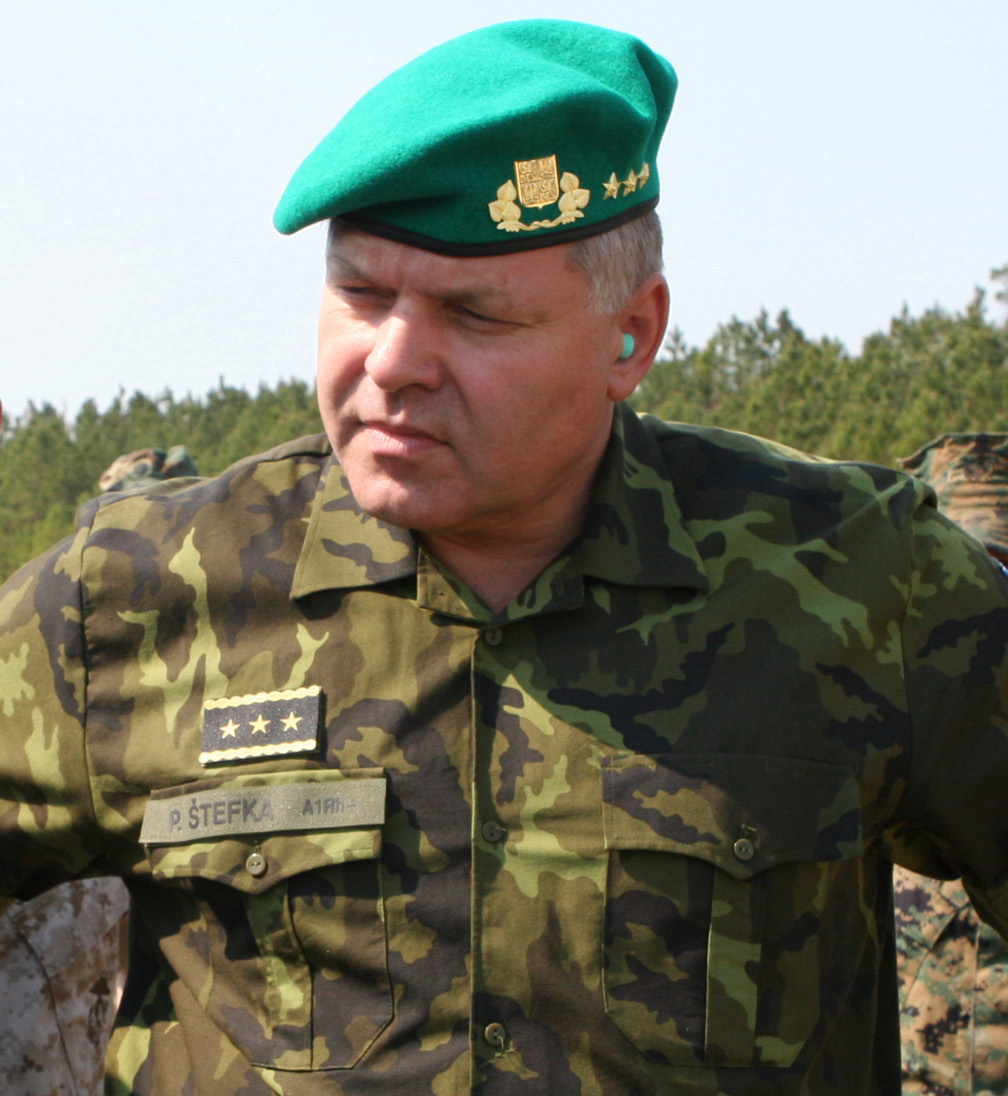
Pavel Štefka

Pavel Štefka (* 15. September 1954 in Ruda nad Moravou) ist ein tschechischer General (Ernennung am 8. Mai 2006) und Vorgänger von Vlastimil Picek als Chef des Generalstabs der tschechischen Streitkräfte.

## Leben
Štefka ist Absolvent der Hochschule des Heeres in Vyškov (Vysoká vojenská škola pozemního vojska ve Vyškově, Abschluss 1977) sowie der Akademie des Generalstabs der polnischen Streitkräfte in Warschau (Postgraduiertenstudium, Abschluss 1985). Darüber hinaus absolvierte er ein Studium am National War College in Washington, D.C. (1998–1999).
Die Entstehung Tschechiens am 1. Januar 1993 erlebte Štefka als Dozent der Militärakademie Brünn, nachdem er zuvor für Fragen der operativen Führung einer Panzerdivision zuständig gewesen war. Im Jahr 1994 wurde er Kommandeur der ebenfalls in Brünn stationierten 6. mechanisierten Brigade (die von 1994 bis 1997 bestand) und 1996 stellvertretender Kommandeur des 2. Armeekorps in Olomouc. Als das Korps 1997 in das Kommando Landstreitkräfte (velitelství pozemních vojsk) überführt wurde, übernahm er dort den Posten des Stabschefs. Im Jahr 2000 wechselte er in den Generalstab, wo er zunächst als Stabshauptabteilungsleiter Operative Führung fungierte. Zwei Jahre später erfolgte seine Ernennung zum Chef des Generalstabs der tschechischen Streitkräfte; diesen Posten hatte er bis 2007 inne.
Im Jahr 2008 nahm Štefka eine Tätigkeit als Berater des Automobilherstellers Tatra auf.
Štefka spricht außer seiner Muttersprache noch Englisch und Polnisch. Er ist verheiratet und Vater von drei Töchtern.

## Auszeichnungen
- 2005: Ehrenlegion
- 2008: Großes Goldenes Ehrenzeichen für Verdienste um die Republik Österreich[1]
- Verdienstkreuz des Verteidigungsministers der Tschechischen Republik aller Klassen